# Paid My Dues
"Paid My Dues" é uma canção da cantora pop americana Anastacia para o seu segundo álbum, Freak of Nature. Foi lançado como primeiro single, escrito pela mesma, por Greg Lawson, Damon Sharpe e LaMenga Kafi, com produção adicional de Richie Jones. Entrou nas tabelas musicais de Itália, Suíça, Dinamarca e Noruega, entrando no top 10 de alguns países do continente europeu.

## Videoclipe
Dirigido por Liz Friedlander, o vídeo musical foi gravado em Los Angeles, Califórnia. No início, a cantora está a cantar e a ser transmitida num "espelho virtual". Depois pode-se ver a cantora num quarto a fazer arrumações passando a um cenário de discoteca, e no fim é "tele transportada" do espelho para um palco para fazer uma actuação ao vivo para uma multidão. O vídeo acaba com a cantora a desligar um cabo da corrente eléctrica.

## Faixas e formatos
- Australiano CD single

1. "Paid My Dues" (Versão do Álbum) – 3:22
2. "Paid My Dues" (The S-Man's Darkstar Radio Edit)
3. "Paid My Dues" (The S-Man's Darkstar Dub Mix) – 5:23
4. "I Dreamed You" (Versão do Álbum) – 5:04
5. "Funk Medley" ("Sexy Mother F**ker", "Play That Funky Music", "Underdog") (Live from Amsterdam) – 7:30

- Brasileiro promocional CD single

1. "Paid My Dues" (Versão do Álbum) – 3:22
2. "Paid My Dues" (The S-Man's Darkstar Radio Edit)
3. "Paid My Dues" (The S-Man's Darkstar Dub Mix) – 5:23
4. "Paid My Dues" (The S-Man's Darkstar Mix) – 5:25

- Europeu promocional CD single

1. "Paid My Dues" (Versão do Álbum) – 3:22

- Europeu CD single

1. "Paid My Dues" (Versão do Álbum) – 3:22
2. "Paid My Dues" (The S-Man's Darkstar Mix) – 5:25
3. "Paid My Dues" (The S-Man's Darkstar Dub Mix) – 5:23
4. "Funk Medley" ("Sexy Mother F**ker", "Play That Funky Music", "Underdog") (Live from Amsterdam) – 7:30

- Alemão CD single

1. "Paid My Dues" (Versão do Álbum) – 3:22
2. "Funk Medley" ("Sexy Mother F**ker", "Play That Funky Music", "Underdog") (Live from Amsterdam) – 7:30

- Reino Unido CD single

1. "Paid My Dues" (Versão do Álbum) – 3:22
2. "Paid My Dues" (The S-Man's Darkstar Radio Edit)
3. "I Dreamed You" (Versão do Álbum) – 5:04

- Reino Unido 12" promocional maxi single

1. "Paid My Dues" (The S-Man's Darkstar Mix) – 5:25
2. "Paid My Dues" (Versão do Álbum) – 3:22

- Reino Unido 12" promocional single

A-side
1. "Paid My Dues" (Versão do Álbum) – 3:22
2. "Paid My Dues" (The S-Man's Darkstar Mix) – 5:25

B-side
1. "Paid My Dues" (The S-Man's Darkstar Dub Mix) – 5:23
2. "Funk Medley" ("Sexy Mother F**ker", "Play That Funky Music", "Underdog") (Live from Amsterdam) – 7:30

- Reino Unido 12" promocional maxi single (Shelter Mixes)

1. "Paid My Dues" (Shelter Vocal Mix) – 8:10
2. "Paid My Dues" (Shelter Dub Mix) – 6:08

## Desempenho

### Posições
| Tabelas musicais (2001)                | Melhor posição |
| -------------------------------------- | -------------- |
| Australian ARIA Singles Chart          | 39             |
| Finnish Singles Chart                  | 18             |
| Italian FIMI Singles Chart             | 1              |
| Norwegian Singles Chart                | 1              |
| UK Singles Chart                       | 14             |
| Tabelas musicais (2002)                | Melhor posição |
| Ö3 Austria Top 40                      | 3              |
| Belgian Ultratop 50 Singles (Flanders) | 6              |
| Belgian Ultratop 40 Singles (Wallonia) | 16             |

| Tabelas musicais (2002)                  | Melhor posição |
| ---------------------------------------- | -------------- |
| Danish Singles Chart                     | 1              |
| Dutch Top 40                             | 4              |
| European Hot 100 Singles                 | 2              |
| French SNEP Singles Chart                | 10             |
| German Singles Chart                     | 3              |
| New Zealand RIANZ Singles Chart          | 24             |
| Romanian Top 100                         | 3              |
| Sverigetopplistan\|Swedish Singles Chart | 2              |
| Swiss Singles Chart                      | 1              |

### Certificações
| País          | Certificador | Certificação | Vendas  |
| ------------- | ------------ | ------------ | ------- |
| Áustria       | IFPI         | Ouro         | 15,000  |
| Bélgica       | IFPI         | Ouro         | 25,000  |
| França        | SNEP         | Prata        | 125,000 |
| Alemão        | IFPI         | Ouro         | 150,000 |
| Noruega       | IFPI         | Ouro         | 5,000   |
| Países Baixos | IFPI         | Ouro         | 20,000  |